# Östergötland (tidning)
Östergötland var en veckotidning med utgivningsperiod från 9 juni 1918 till 20 oktober 1918.

## Redaktion, utgivning och tryckning
Ansvarig utgivare var också redaktör, Nils Henrik Törnquist, hela utgivningstiden. Redaktionsort var Norrköping och adressen Kneippbaden. Provnummer publicerades den 21 april 1918. Tidningen hade 8 sidor med löpande numrering mellan numren. Tidningen kom ut på söndagar och Östergötland beskrivs som en Illustrerad veckotidning. Tidningen trycktes bara i svart med antikva som typsnitt. KB anser tidningen vara en veckotidning med hembygdsmaterial av dagstidningstyp grundat på tidningens nummer 9 juni 1918. Satsytan var 42,5 x 27,5 cm alltså av dagstidningsformat. Priset för en prenumeration var 5 kronor och femtio öre. Tryckeri var Norrköpings tidningars aktiebolags tryckeri  för första numret den 21 april sedan Östergötlands dagblads nya aktiebolag i Norrköping med klichéer från Langers kemigrafiska anstalt i Norrköping.